# Wafa Ammouri
Wafa Ammouri, née le 28 janvier 1985, est une haltérophile marocaine.

## Carrière
Alors qu'elle s'était qualifiée pour les Jeux olympiques d'été de 2004, elle est exclue de cette compétition après avoir été contrôlée positive à des substances interdites.
Elle est médaillée de bronze à l'arraché, à l'épaulé-jeté et au total aux Championnats d'Afrique d'haltérophilie 2004 dans la catégorie des moins de 63 kg,  aux Championnats d'Afrique d'haltérophilie 2010 dans la catégorie des moins de 69 kg et aux Championnats d'Afrique d'haltérophilie 2012 dans la catégorie des moins de 75 kg.